# 伊藤富美也
伊藤 富美也（いとう ふみや、1960年4月16日 - ）は、日本の男性俳優、声優、ナレーター。新潟県新潟市出身。身長167cm、血液型はO型。日本大学農獣医学部卒業。文学座附属演劇研究所卒業。以前は、劇団五月舎に所属していた。プロダクション・タンク所属。

## 出演作品

### テレビドラマ
- NHK大河ドラマ
  - 太平記 (NHK大河ドラマ)（1991年1月6日〜12月8日）-近習 役[3]
  - 信長 KING OF ZIPANGU　第38回・第45回（1992年9月27日・11月15日）-顕如　役[4][5][3]
  - べらぼう〜蔦重栄華乃夢噺〜 NHK総合）第17回　乱れ咲き往来の桜（2025年5月4日）-越後の長谷川役[6]
- NHK連続テレビ小説　
  - 君の名は　第52話（1991年4月1日〜1992年4月4日）
  - 虎に翼　第85回（2024年7月26日放送）ライトハウスの客　直江役
- B級ホラー WARASHI!（1991年10月2日〜1992年3月25日、TBS）
- 木曜ドラマ (テレビ朝日)　真夜中は別の顔（1992年1月9日〜3月12日）
- For You (テレビドラマ)（1995年1月9日〜3月20日、フジテレビ）
- ドラマ新銀河　元気をあげる〜救命救急医物語（1996年1月15日〜2月15日、NHK）
- ニュースキャスター 霞涼子（1999年1月14日〜3月18日、テレビ朝日）
- 愛の流星（1999年7月5日〜9月24日、東海テレビ）
- ヴォイス〜命なき者の声〜　第9話（2009年3月9日、フジテレビ） -保健会社の調査員 役
- 土曜ドラマ (NHK)　チャレンジド (テレビドラマ)（2009年10月10日〜11月7日）
- 世にも奇妙な物語 20周年スペシャル・春 〜人気番組競演編〜「ニュースおじさん、ふたたび」（2010年4月4日、フジテレビ）※声の出演[7]
- サイコダイヴ（2011年1月7日、演出・脚本：近藤一彦、フジテレビ）[7]
- 水曜ドラマ (日本テレビ)　美咲ナンバーワン!!（2011年1月12日〜3月16日）
- le Salon2〜杉崎智介美術ミステリードラマ（2012年9月13日、テレビ神奈川）
- 金曜プレステージ　松本清張没後20年特別企画・疑惑（2012年11月9日、フジテレビ）※2012年版
- 24時間テレビスペシャルドラマ「はなちゃんのみそ汁」（2014年8月30日、日本テレビ）[7]
- プレミアムドラマ「スリル!〜赤の章・黒の章〜」黒の章＜全4回＞第1回　弁護士・白井真之介の大鑑定!?（2017年2月26日、NHK）[7][8]
- 警視庁ゼロ係〜生活安全課なんでも相談室〜SECOND SEASON 第２話「止まらない連続模倣殺人!」（2017年7月28日、テレビ東京） ‐　岡崎雄二[7]
- 土曜ドラマ (NHK)　今ここにある危機とぼくの好感度について第1話・第4話（2021年4月24日・5月22日放送）先輩アナウンサー役[7]

### テレビ
- 奇跡体験!アンビリバボー再現ドラマ「若山陽一郎　CoCo壱番屋編」（2021年5月26日、フジテレビ）CoCo壱番屋　会長　宗次徳二役
- 奇跡体験!アンビリバボー執念の大捜査＆奇跡の医療ＳＰ！「80歳　神の手を持つ奇跡の医師　福島孝徳編」再現ドラマ「」（2023年2月2日、フジテレビ）福島孝徳役　[9]
- 奇跡体験!アンビリバボー再現ドラマ「91歳　世界最高齢のトライアスロン選手　稲田弘編」（2024年12月25日、フジテレビ）稲田弘(60代以降)役　[10]

### 映画
- 略奪愛（1991年10月10日、監督・原作：梶間俊一、東映）
- まあだだよ（1993年4月17日、監督・脚本・編集：黒澤明、東宝）
- 東京兄妹（1995年1月14日、監督：市川準、ギャガ・コミュニケーションズ）
- 眠る男（1996年2月3日、監督・脚本：小栗康平、SPACE) [11]
- トキワ荘の青春（1996年3月23日、監督・脚本：市川準、カルチュア・パブリッシャーズ）

### ラジオドラマ（オーディオドラマ）
- NHK-FM FMシアター 「ヒッチハイク」(新潟局制作)〈作：東多江子〉（2011年4月9日）[12][13][14]

### ナレーション
テレビ
- 私たちの町（テレビ埼玉）
- 子育て支援・サイエンスチャンネル（サイエンスチャンネル）
- 医療チャンネル
- 旅チャンネル

東映予告
- マジンガーZ
- 湘南爆走族
- 頭文字D
- 仮面ライダー
- サイボーグ009
- 探偵物語
- 遊戯王

### 吹き替え
海外ドラマ
- クローザー (テレビドラマ)
- ザ・ホワイトハウス
- 新・上海グランド
- ホワイトカラー (テレビドラマ)

外国映画
- パブリック・エネミーズ

### ボイスオーバー
- チーズ!チーズ!チーズ!（WOWOW）

### テレビアニメ
2009年
- NARUTO -ナルト- 疾風伝（先生）[15][16]

### VP（ビデオパッケージ）
- 面接
- 火災原因調査
- 都庁防災
- 防犯

## 方言指導
主に新潟弁。
テレビドラマ
- 水曜ミステリー9　捜査検事・近松茂道　第12作「新潟〜佐渡殺人航路」（2012年8月22日、テレビ東京）
- 金曜プレステージ　松本清張没後20年特別企画・疑惑（2012年11月9日、フジテレビ）※2012年版
- 連続ドラマW　天の方舟（2012年12月9日〜2013年1月13日、WOWOW）
- NHK大河ドラマ　八重の桜（2013年1月6日〜）【長岡ことば指導】
- BS1スペシャル　武士の娘　 鉞子とフローレンス～奇跡のベストセラーを生んだ日米の絆～（2015年8月11日、NHKBS1）【長岡ことば指導】
- 帯ドラマ劇場　越路吹雪物語（2018年1月8日～3月30日、テレビ朝日系）
- 同期のサクラ（2019年10月9日〜12月18日、日本テレビ）
- 美食探偵 明智五郎㊙︎裏メニュー　れいぞう子の㊙︎裏メニュー（2020年5月3日、Huluオリジナルストーリー）
- 連続テレビ小説　虎に翼　第76～96回（2024年7月15日～8月12日）新潟ことば指導

映画
- 聯合艦隊司令長官 山本五十六 -太平洋戦争70年目の真実-（2011年12月23日、監督：成島出、東映）【長岡ことば指導】
- 花束みたいな恋をした（2021年1月29日、脚本：坂元裕二、監督：土井裕泰、配給：東京テアトル・リトルモア）【長岡ことば指導】
- 十一人の賊軍（2024年11月1日、監督：白石和彌、原案：笠原和夫、東映）【方言指導　新発田弁】

ラジオドラマ（オーディオドラマ）
- NHK-FM FMシアター 「ヒッチハイク」(新潟局制作)〈作：東多江子〉（2011年4月9日）[17][18]

コミックス
- ゴールデンカムイ23巻（2020年9月23日発行、作者：野田サトル、集英社）新潟弁監修[19]

テレビアニメ
- ゴールデンカムイ（第四期）#45「共犯」（2023年5月29日、TOKYO MXほか）新潟弁監修